# 57 Oddział Kozacki
57 Oddział Kozacki (niem. Kosaken-Abteilung 57, ros. 57-й  казачий батальон) – oddział wojskowy Wehrmachtu złożony z Kozaków podczas II wojny światowej
Wiosną 1942 r. w składzie 213 Dywizji Ochronnej gen. René de l'Homme de Courbière'a został sformowany 213 Dywizjon Konny, składający się z Kozaków – byłych jeńców wojennych z Armii Czerwonej. Na jego czele stanął por. Zwist. Oddział składał się z czterech szwadronów. Działał na Ukrainie, zwalczając partyzantkę. W listopadzie 1942 r. przeszedł pod zwierzchność 57 Pułku Ochronnego. Przemianowano go w związku z tym na III/57 Kozacki Dywizjon Konny. W maju 1943 r. znajdował się w tyłowym obszarze niemieckiej 2 Armii Pancernej Grupy Armii "Środek". Liczył wówczas ok. 900 żołnierzy, wyposażonych w 6 działek ppanc. 45 mm, 18 moździerzy i 30 karabinów maszynowych. Początkowo działał w rejonie Nowogródka, zaś latem przeniesiono go do zachodniej części obwodu orłowskiego. W poł. 1944 r. wycofał się na ziemie polskie. Od pocz. sierpnia do końca września tego roku brał udział w zwalczaniu powstania warszawskiego. Jego liczebność spadła do ok. 500 ludzi. Do końca wojny działał na froncie wschodnim. W marcu 1945 r. przemianowano go na 57 Oddział Kozacki. Wchodził w skład 4 Armii Pancernej.